# Rainer Schulte
Rainer Schulte, mort le 6 juin 2021, est un herpétologiste allemand.
Diplômé de l’université de Hohenheim, il vit à Tarapoto au nord du Pérou dans le cadre de l’Instituto de Investigación Biológica de las Cordilleras Orientales.

## Taxon nommé en son honneur
- Pristimantis schultei (Duellman, 1990)

## Quelques taxons décrits
- Ameerega cainarachi (Schulte, 1989)
- Ameerega pongoensis (Schulte, 1999)
- Atelopus epikeisthos Lötters, Schulte & Duellman, 2005
- Centrolene fernandoi Duellman & Schulte, 1993
- Centrolene lemniscatum Duellman & Schulte, 1993
- Centrolene muelleri Duellman & Schulte, 1993
- Cochranella croceopodes Duellman & Schulte, 1993
- Colostethus fugaxMorales & Schulte, 1993
- Hyloxalus argyrogaster (Morales & Schulte, 1993)
- Nymphargus chancas (Duellman & Schulte, 1993)
- Ranitomeya amazonica (Schulte, 1999)
- Ranitomeya duellmani (Schulte, 1999)
- Ranitomeya flavovittata (Schulte, 1999)
- Ranitomeya imitator (Schulte, 1986)
- Ranitomeya intermedia (Schulte, 1999)
- Ranitomeya rubrocephala (Schulte, 1999)
- Ranitomeya uakarii (Brown, Schulte & Summers, 2006)
- Rhinella arborescandens (Duellman & Schulte, 1992)
- Rulyrana mcdiarmidi (Cisneros-Heredia, Venegas, Rada & Schulte, 2008)
- Rulyrana saxiscandens (Duellman & Schulte, 1993)
- Rulyrana tangarana (Duellman & Schulte, 1993)